# FMA Pulqui
FMA I.Ae. 27 Pulqui – prototypowy argentyński samolot myśliwski o napędzie odrzutowym z 1947 roku; pierwszy argentyński samolot odrzutowy. Określany też jako Pulqui I w odróżnieniu od kolejnej konstrukcji FMA Pulqui II. Zaprojektowany przez Émile′a Dewoitine, zbudowany w jednym egzemplarzu w wytwórni Fábrica Militar de Aviones.

## Historia
Po zakończeniu II wojny światowej francuski wybitny konstruktor lotniczy Émile Dewoitine zmuszony był do ucieczki z kraju, stojąc pod zarzutami kolaboracji z Niemcami podczas wojny. Znalazł schronienie w Argentynie, gdzie rozpoczął pracę w wytwórni lotniczej Fábrica Militar de Aviones (FMA). Stanął tam na czele zespołu konstruktorów, który zaprojektował pierwszy argentyński samolot myśliwski o napędzie odrzutowym, nazwany FMA IAe.27 Pulqui (strzała). Napęd stanowił brytyjski silnik Rolls-Royce Derwent V.

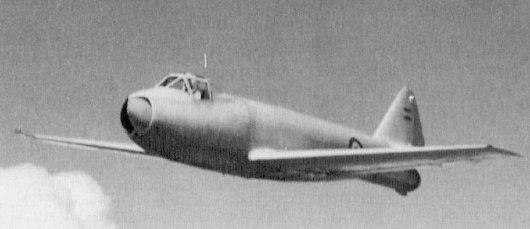
Prototyp Pulqui w locie

Prototyp został oblatany 9 sierpnia 1947 roku. Argentyna w ten sposób dołączyła do zaledwie kilku krajów, w których jeszcze w latach 40. skonstruowano myśliwce odrzutowe, co było sporym osiągnięciem. Był on też pierwszym samolotem odrzutowym zbudowanym w Ameryce Łacińskiej. Mimo to, samolot nie był uznany za udany i dysponował słabymi osiągami, wobec czego nie podjęto decyzji o jego produkcji.
Nazwę Pulqui II otrzymał kolejny, niezwiązany z nim myśliwiec odrzutowy ze skośnymi skrzydłami i mocniejszym silnikiem, zaprojektowany tym razem przez emigranta z Niemiec Kurta Tanka, który jednak również nie trafił do produkcji.
Prototyp Pulqui został zachowany w Muzeum Lotnictwa Argentyny w Morón.

## Opis techniczny

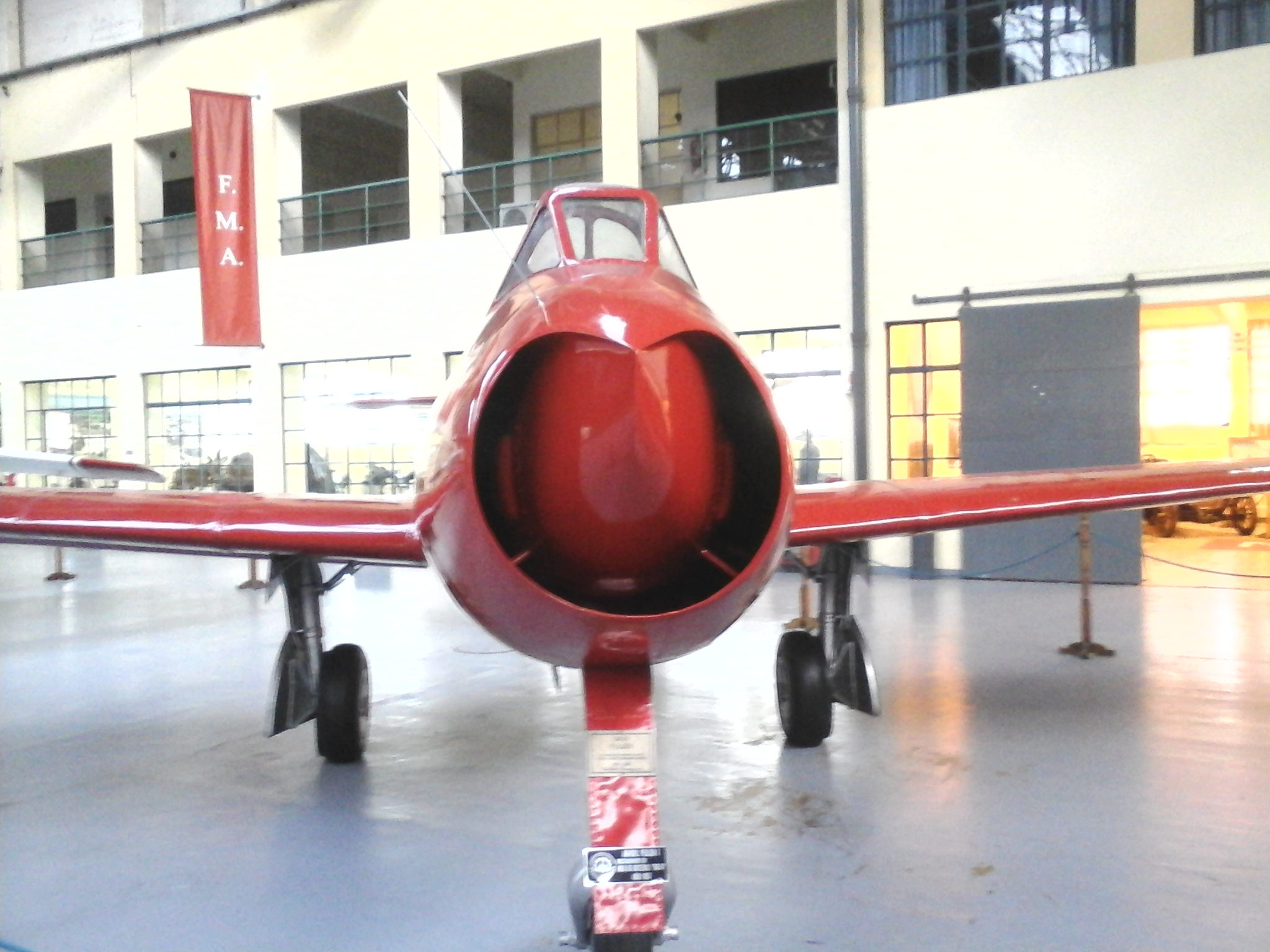
Pulqui od przodu

Samolot stanowił wolnonośny dolnopłat o konstrukcji całkowicie metalowej. Skrzydła były proste, o obrysie trapezowym. Z przodu kadłuba znajdował się chwyt powietrza do silnika z przegrodą we wlocie, o charakterystycznym dla tego samolotu kształcie. Powietrze następnie opływało kanałami umieszczoną blisko nosa kadłuba kabinę pilota. Kabina osłonięta była kroplową kilkuczęściową przezroczystą owiewką. Usterzenie było klasyczne, z tyłu kadłuba, o podobnym spiczastym kształcie jak w myśliwcu Dewoitine D.520. Pod usterzeniem znajdowała się długa wychodząca z kadłuba dysza silnika.
Napęd samolotu stanowił silnik Rolls-Royce Derwent V o ciągu 1633 kG (16 kN).
Podwozie samolotu było trójpodporowe, chowane w locie. Główne golenie podwozia chowały się do skrzydeł, w kierunku do kadłuba.
Przewidywane uzbrojenie stanowiły cztery działka lotnicze Oerlikon kalibru 20 mm.